# Брузино-Арсицио
Брузино-Арсицио (итал. Brusino Arsizio) — коммуна округа Лугано кантона Тичино в Швейцарии, расположенная на берегу озера Лугано.
Вся деревня Брузино-Арсицио входит в Список объектов швейцарского наследия.

## География

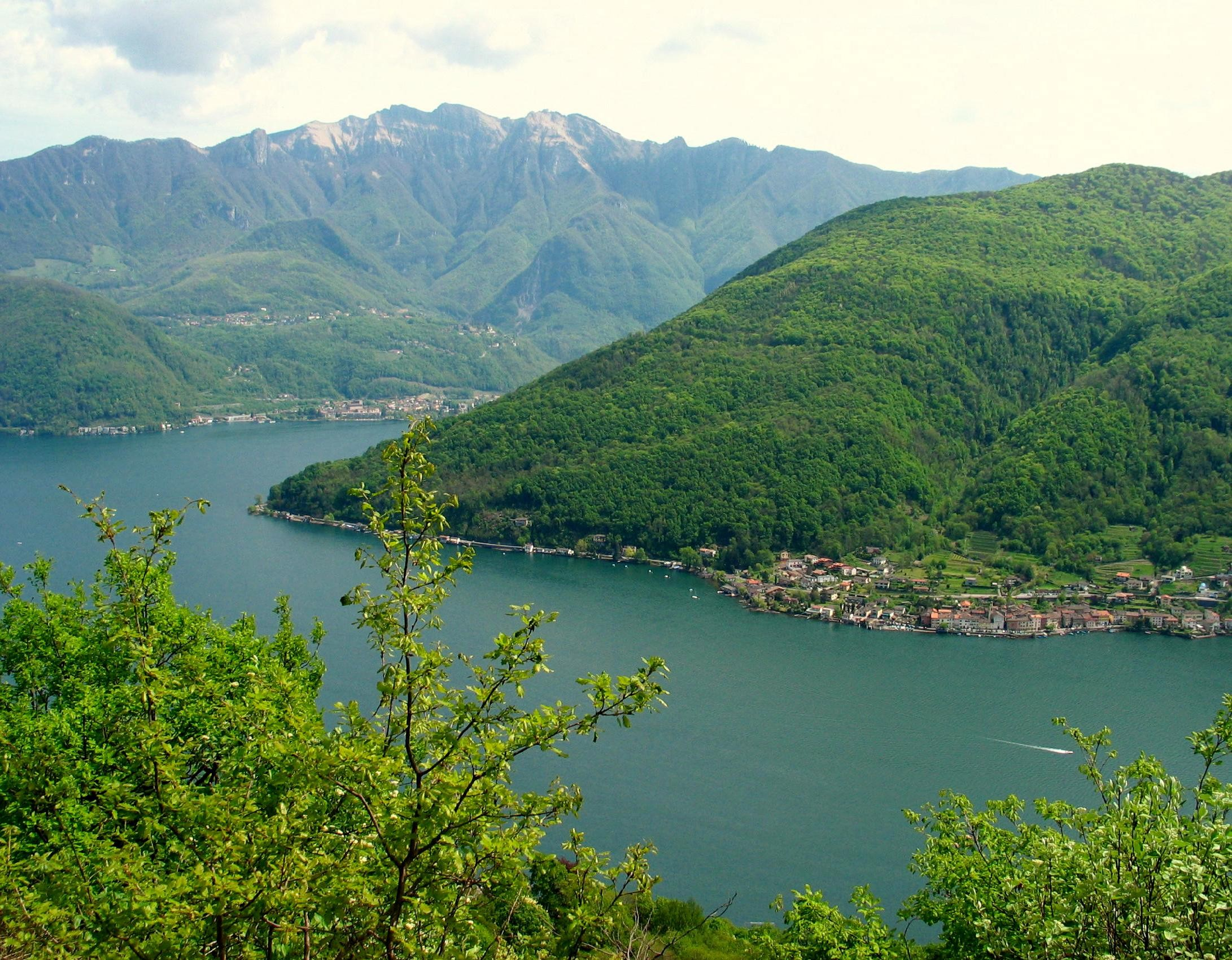
Озеро Лугано, вид из Моркоте. В центре: деревня Брусино-Арсицио и гора Сан-Джорджо. На заднем плане: Монте-Дженеросо.

Община Брузино-Арсицио расположена в округе Лугано вдоль дороги от общины Рива-Сан-Витале, идущей вдоль озера Лугано до итальянской границы в Порто-Черезио. Коммуна состоит из села Брузино-Арсицио и населённых пунктов Финате и Сеприано.
По состоянию на 1997 год площадь общины Брузино-Арсицио составляла 4,04 квадратных километра. 7,2% этой территории использовалось в сельскохозяйственных целях, а её 89,6% составляли леса.

## История
Территория Брузино-Арсицио была обитаема с римской эпохи. В 1970 году была найдена разграбленная римская могила с остатками погребальных предметов. Современная община Брузино-Арсицио впервые упоминается в документах в 1167 году как Bruxia.
В VIII веке семья Тотониден из селения Кампионе-д’Италия владела землёй в деревне. Около 1227 года монастырь Святого Амвросия в Милане приобрёл власть над Брузино-Арсицио. Он построил башню или другое укрепление, чтобы укрепить фортификации Кампионе. В 1671 году Брузино-Арсицио упоминается как Castrum Brugini Arsitii.
Приходская церковь Сан-Микеле, построенная в эпоху лангобардских королей, стала в 1508 году независимой от церкви в Рива-Сан-Витале.
До начала XX века основная деятельность местного населения была связана с мелким земледелием, рыболовством и заготовкой древесины, которая впоследствии доставлялась на лодках в Лугано, где продавалась на местном рынке. Со второй половины XIX века в коммуне стали внедряться инновации. В 1875 году была построена улица, которая связала Брузино-Арсицио с Рива-Сан-Витале, а затем, в 1906 году, была также закончена улица, соединившая деревню с Порто-Черезио, расположенным уже в Италии.
В 1910 году в Брузино-Арсицио была проведена питьевая вода, а в 1914 году — электричество. С начала второй половины XX века, с развитием массового туризма, гостиничный бизнес приобрёл важнейшее значение для деревни (так в 1958 году количество ночевавших в Брузино-Арсицио гостей достигло рекордной отметки в 33 700 человек). И ныне Брузино-Арсицио играет роль туристической деревней, где почти половина домов выполняют функцию гостиниц.